# حمید النجار
حمید النجار (انگلیسی: Humaid Al-Najar؛ زادهٔ ۲۲ فوریهٔ ۱۹۸۹) بازیکن فوتبال اهل امارات متحده عربی است.